# Нихром
Нихро́м — общее название группы сплавов, состоящих, в зависимости от марки сплава, из 55—78 % никеля, 15—23 % хрома, с добавками марганца, кремния, железа, алюминия.
Первый нихромовый сплав разработан в США в 1905 году А. Маршем из Driver-Harris Company.

## Физические свойства
- Удельное электрическое сопротивление — 1,05—1,4 Ом·мм2/м (в зависимости от марки сплава);
- температурный коэффициент сопротивления — (0,1—0,25)·10−3 К−1;
- плотность — 8200—8500 кг/м3;
- температура плавления — 1100—1400 °C;
- рабочая температура — 800—1100 °C;
- удельная теплоёмкость — 450 Дж/(кг·К) при 25 °C;
- предел прочности при растяжении — 0,65—0,70 ГПа;
- коэффициент теплопроводности — 11,3 Вт/(м·К);
- коэффициент линейного теплового расширения — 14·10−6 K−1.

## Применение
Нихром обладает высокой жаростойкостью в окислительной атмосфере (до 1250 °C), высоким удельным электрическим сопротивлением (1,05—1,4 Ом·мм2/м), имеет минимальный температурный коэффициент электрического сопротивления. Он имеет повышенную жаропрочность, крипоустойчивость, пластичность, хорошо держит форму. Нихром — дорогостоящий сплав, но, учитывая его долговечность и надёжность, цена не представляется чрезмерной.
Нихром широко используется:
- для изготовления нагревательных элементов в высокотемпературных электропечах, печах обжига и сушки, различных электрических аппаратах теплового действия, стило для выжигания;
- в качестве жаропрочного (жаростойкого) сплава и химически стойкого сплава в определённых агрессивных средах;
- в деталях, работающих при высокой температуре, резисторных элементах, реостатах;
- в качестве подслоя и жаростойкого покрытия при газотермическом напылении.
- в качестве нити испарителя электронных сигарет.

Высокая пластичность нихрома позволяет подвергать его сварке, точению, волочению, штамповке и другим видам механической обработки.

## Международные названия нихромов
Нихром Х20Н80 — Cr 20 %, Ni 80 %. Удельное сопротивление 1,13 Ом·мм2/м при 20 °C, 1,167 Ом·мм2/м при 1100 °C; максимальная рабочая температура 1200 °C, температура плавления 1400 °C.
Аналоги: NiCr80/20, Ni80Cr20, Chromel A, N8, Nikrothal 8, Resistohm 80, Cronix 80, Nichrome V, HAI-NiCr 80, евронихром.
Нихром Х15Н60 (ферронихром) — Ni 60 %, Cr 15 %, Fe 25 %. Удельное сопротивление 1,12 Ом·мм2/м при 20 °C, 1,248 Ом·мм2/м при 1100 °C;  максимальная рабочая температура 1125 °C, температура плавления 1390 °C.
Аналоги: NiCr60/15, Ni60Cr15, Chromel C, N6, Nikrothal 6, Nikrothal 60, Cronifer II, Alloy C.

## Сплав Х20Н80
Нихром Х20Н80 — сплав нихрома следующего состава: Ni (73—78 %); Cr (19—21 %); Si (1 %); Mn (0,7 %); остальное Fe. Иногда сплав легируют редкоземельными металлами для достижения более высокой продолжительности работы.
Проволока из нихрома Х20Н80 является самым ликвидным сортаментом нихрома. Нихромовая лента и полоса остаются менее продаваемыми, по сравнению с проволокой, но более востребованы, нежели прутки и листы. Принято считать, что в марке Х20Н80 около 20 % хрома и 80 % никеля, но это не совсем соответствует ГОСТ, допускающим микролегирование прецизионных сплавов для улучшения их потребительских характеристик.